# Christmas Do-Over
Christmas Do-Over este un film de Crăciun american fantastic de comedie din 2006 regizat de Catherine Cyran. Rolurile principale au fost interpretate de actorii Daphne Zuniga și Jay Mohr. A avut premiera la 16 decembrie 2006 în cadrul blocului de programe TV 25 Days of Christmas al rețelei ABC Family. Este o refacere a filmului ABC Family E Crăciun în fiecare zi (Christmas Every Day) din 1996, dar de data aceasta cu un adult ca protagonist.

## Prezentare
Un om trebuie să repete ziua de Crăciun în fiecare zi până când își va da seama cât de egoist a devenit și ce trebuie să facă pentru a-și schimba viața.

## Distribuție
- Jay Mohr - Kevin
- Daphne Zuniga - Jill
- Adrienne Barbeau - Trudi
- David Millbern - 	Todd
- Tim Thomerson - Arthur
- Logan Grove - Ben
- Ruta Lee - Bunica Conlon
- Nathan Webnar - Pitic
- Christopher Brown - Băiețel
- Blaine Ross - Tatăl băiețelului
- Zach Cumer - Copil pe stradă
- Michael J. Gaeta - Moș Crăciun
- Jack Axelrod - Vecin în vârstă
- Jacob Chambers - Jesus Henderson
- Sonia Izzolena - Mary Henderson (menționată ca Sonia McDancer)

## Vezi și
- Ziua cârtiței
- 2006 în film
- 2006 în televiziune